# Dopravní podnik Mladá Boleslav

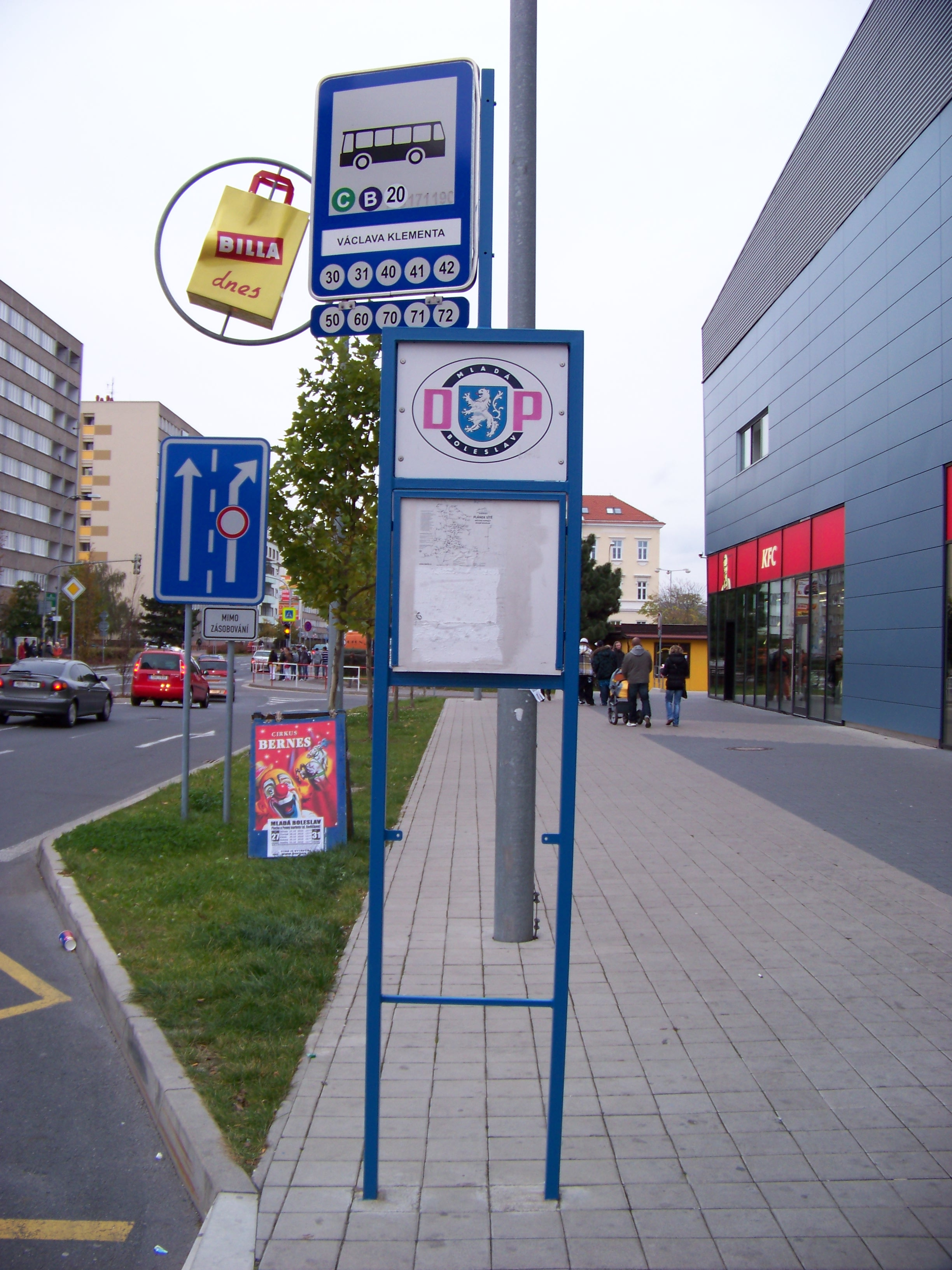
Zastávkový sloupek městské dopravy v zastávce Václava Klementa poblíž autobusového nádraží

	Dopravní podnik Mladá Boleslav, s.r.o. je od roku 1997 provozovatelem městské autobusové dopravy v Mladé Boleslavi, Kosmonosech a blízkých obcích a provozovatelem městského autobusového nádraží v Mladé Boleslavi.

## Historie
Podnik byl do obchodního rejstříku zapsán 18. června 1997. Stoprocentní podíl od počátku vlastní město Mladá Boleslav.
1. září 1997 zahájil podnik zkušební provoz okružní linkou 20 do Josefova Dolu. V říjnu pak na nových 12 linkách nahradil dosavadní mladoboleslavskou městskou dopravu po předchozím dopravci, společnosti Seco Trans.[zdroj?]
Dopravní podnik Mladá Boleslav je od roku 2017 členem Sdružení dopravních podniků ČR.[zdroj?]

## Sídlo a objekty

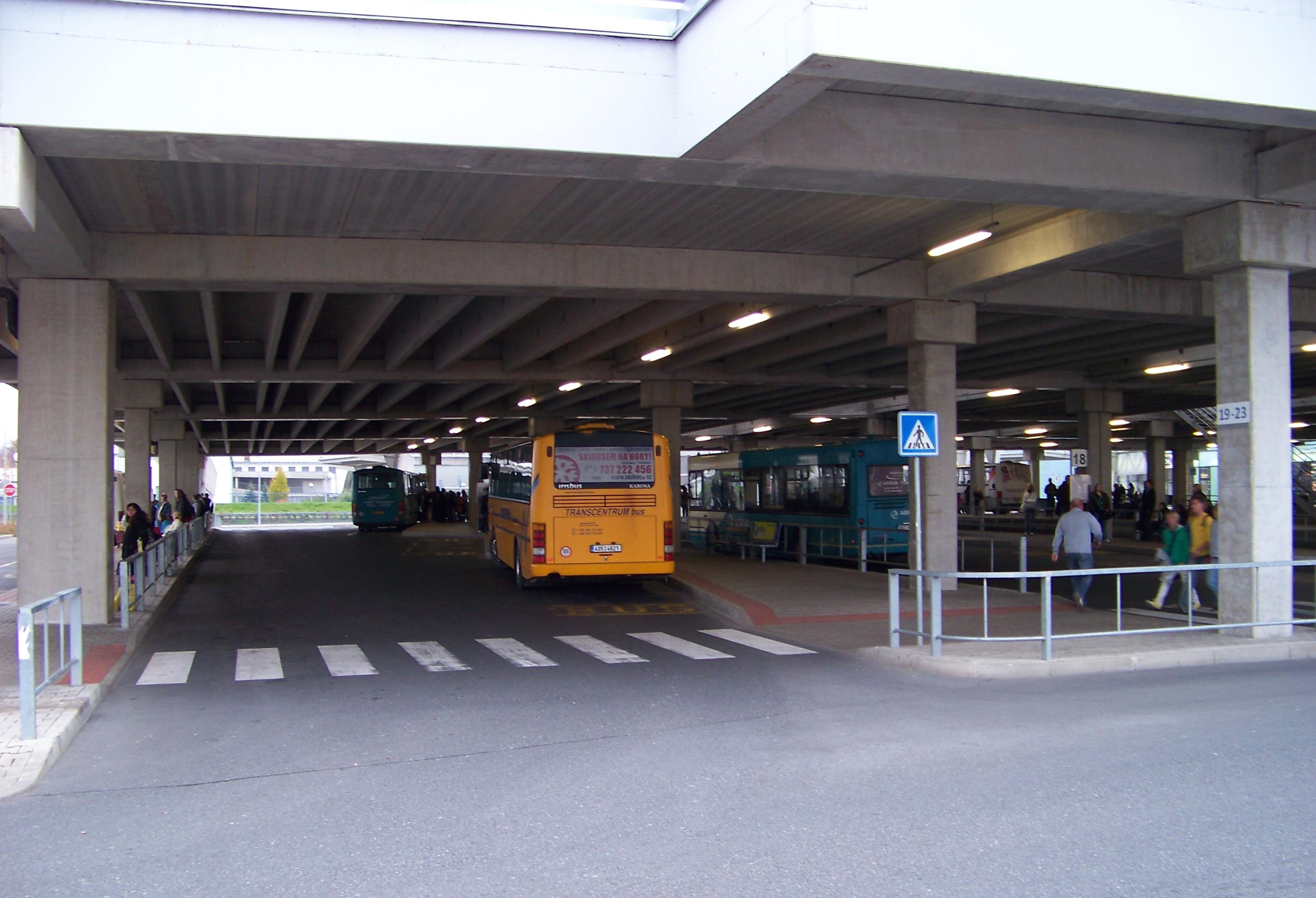
Nové autobusové nádraží pro meziměstskou a regionální dopravu

Sídlo i zázemí pro pracovníky má podnik v ulici Václava Klementa v budově sousedící s autobusovým nádražím, v sousedství je i odstavná plocha pro noční odstavování a běžnou údržbu.
DPMLB je od počátku provozovatelem autobusového nádraží v Mladé Boleslavi.[zdroj?]
Vlastní dílenské zázemí podnik nemá, větší opravy i celkové mytí jsou zajišťovány v areálu bývalého ČSAD, současném provozním sídle Arrivy Střední Čechy, provozovna Kosmonosy.[zdroj?]

## Vozový park

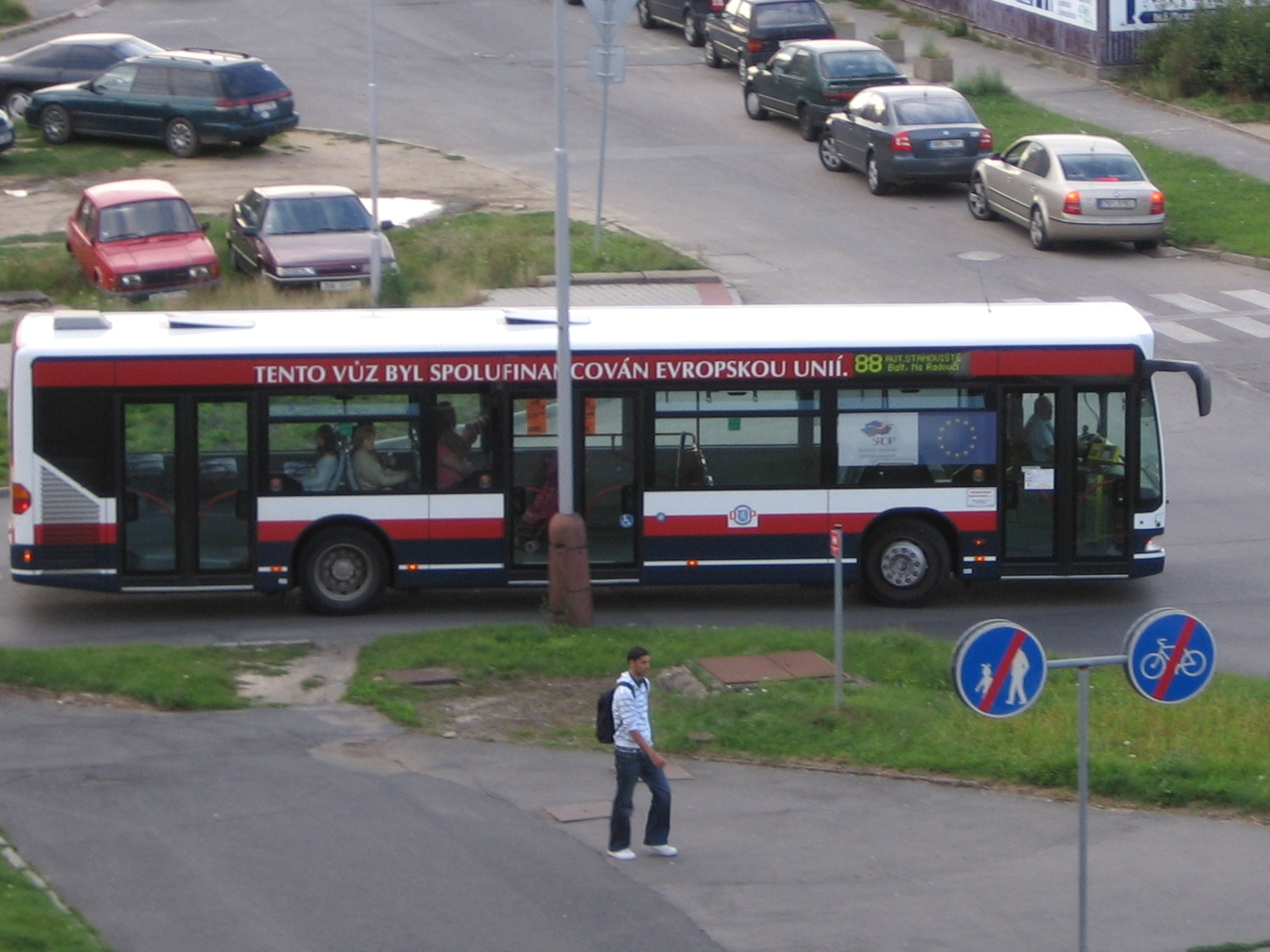
Autobus typu Mercedes-Benz O 530 Citaro na křižovatce ulic Jana Palacha a Na Radouči

V roce 2004 dopravce začal s obnovou vozového parku autobusy Mercedes-Benz O 530 Citaro, které začaly nahrazovat dosluhující autobusy značky Škoda 21Ab. Obnova Mercedesy pokračovala i v dalších letech. V roce 2008 byly nakoupeny čtyři nové autobusy Irisbus Crossway. V roce 2010 to pak bylo celkem 10 autobusů značky Tedom a také minibus Mave CiBus ENA 3Z Maxi.[ve zdroji nenalezeno] Minibus jezdil pouze na příměstských linkách (20, 32, 33, 41, 42, 50, 60, 61 a 70), ale v roce 2017 byl prodán jinému dopravnímu podniku.[zdroj?]
Na konci roku 2017 začal dopravní podnik s obnovou vozového parku pomocí nových autobusů značky Iveco s pohonem na stlačený zemní plyn (CNG). Do března 2021 tak bylo dodáno celkem 21 autobusů Iveco Urbanway 12M CNG.[zdroj?]
V roce 2021 byl ukončen provoz autobusů TEDOM, poslední vůz byl vyřazen v červenci 2021.[zdroj?]
V roce 2023 bylo navázáno na obnovu vozového parku z let 2017-2021, opět s autobusy Iveco Urbanway 12M CNG. Do konce června 2027 bude dodáno celkem 17 nových vozů tohoto typu. První 4 byly zařazeny v prosinci 2023.[zdroj?]
V červenci 2024 došlo k ukončení provozu autobusů Irisbus Crossway LE 12M.[zdroj?]
V srpnu 2025 zajišťovaly dopravu tyto vozy:
- Mercedes-Benz O530 Citaro (3 ks)
- Iveco Urbanway 12M CNG (32 ks)

Mimo těchto vozů se na linkách Dopravního podniku Mladá Boleslav vyskytují i autobusy od vypomáhajícího dopravce LS TOUR. Ten v současnosti nasazuje jeden vůz Irisbus Crossway LE 12.8M a jeden vůz značky MAN, původem ze Švýcarska. V minulosti také provozoval tři vozy Mercedes-Benz Citaro a jeden minibus Iveco Stratos, původně ze Slovenska.[zdroj?]